# Босс, Медард
Медард Босс (нем. Medard Boss; 4 октября 1903, Санкт-Галлен — 21 декабря 1990, Цолликон) — швейцарский психиатр и психолог, один из известных представителей экзистенциальной психотерапии.

## Биография
Родился в Санкт-Галлене (Швейцария). Вырос в Цюрихе. Некоторое время учился в Париже и Вене, пройдя 30 сессий психоанализа у Зигмунда Фрейда. В 1928 году получил степень доктора медицины в Университете Цюриха.
В течение 4 лет работал ассистентом у О. Блёйлера, а затем учится психоанализу в Берлине и Лондоне у Карен Хорни и Курта Гольдштейна. В 1938 году знакомится с Карлом Юнгом, который оказал на него серьёзное влияние (Босс посещал семинары Юнга в течение 10 лет).
В конце 30-х годов знакомится с Л.Бинсвангером, который рождает в Боссе интерес к работам М. Хайдеггера В 1946 году знакомится с Хайдеггером уже лично. С 1954 года становится профессором психотерапии в Цюрихском университете. В 1956 и 1958 годах совершает поездки в Индию, где преподает в университетах и работает в госпиталях, индийская культура оказала серьёзное влияние на Босса.
Основал Международную федерацию медицинской психотерапии (ныне IFP), в течение долгих лет являясь её президентом. Примерно в то же время, совместно с Манфредом Блейлером (сыном Ойгена Блейлера) и Густавом Балли, Босс основывает Институт медицинской психотерапии в Цюрихе. Позже, в 1971 г., на базе этого института будет организован дазайн-аналитический институт психотерапии и психосоматики, существующий и в настоящее время.

## Экзистенциальный анализ Медарда Босса
Предложил одну из первых практических концепций экзистенциальной психотерапии. Босс полагает, что нет никакого смысла говорить о существовании чего бы то ни было, если нет того, кто «высвечивает» это сущее. Без человеческого восприятия нет и предмета. Босс специально оговаривается: речь должна идти не только о предметах, созданных человеческим трудом; существование любого предмета зависит от нашего видения. Люди не имеют существования, отдельного от мира, и мир не имеет существования, отдельного от людей. По словам Босса «человек раскрывает мир». Люди — это «просвет, в котором все, что должно быть, действительно высвечивается, возникает, появляется как феномен, то есть как то, что является». Феномен есть «свечение» непосредственной реальности. За феноменами ничего не стоит; они не представляют внешних проявлений конечной реальности.

### Дазайн в работах Босса
Как отмечает Ю. В. Тихоравов, Босс говорит о человеческом пребывании в мире, подчеркивая нераздельность бытия-в-мире.
Бытие-в-мире залечивает разрыв между субъектом и объектом и восстанавливает единство человека и мира. Необходимо подчеркнуть, что эта точка зрения не утверждает, что люди связаны с миром или взаимодействуют с ним.
Босс понимает Dasein как «высвечивающее», выводящее вещи «на свет». Метафора света и высвечивания определяет и понимание Боссом таких вещей как психопатология, психологическая защита, терапевтический стиль, интерпретация сновидений. Защита по Боссу есть «невысвечивание» отдельных аспектов жизни, а психопатология (как состояние человека) подобна выбору жизни в темноте. Терапия возвращает людей к их базовой светлости и открытости.

### Психотерапевтический подход
Цель экзистенциальной психологии, как указывает Босс, — проявить связную структуру человеческого существа: «Связность возможна лишь в контексте целого, не подвергавшегося повреждению; связность как таковая происходит из целостности». Главную задачу экзистенциального анализа Босс видит в излечении от неврозов и психозов посредством преодоления всех предвзятых понятий и «субъективистских» интерпретаций, заслонивших бытие от человека. Необходимо, по его словам, постигнуть «непосредственно данные объекты и феномены человеческого мира», то есть феноменологически описать изначальный уровень соотнесенности человека с миром, отбросив объяснительные конструкции, искажающие непосредственную данность феномена. К таким конструкциям Босс относит, в частности, психоаналитический понятийный аппарат.
Фундаментальным принципом, лежащим в основе психотерапии, должна быть полная «открытость» пациента. Босс предписывает своим пациентам то отношение к миру, которое Хайдеггер, вслед за средневековыми мистиками, обозначал понятием Gelassenheit (состояние человека, «позволяющее быть как есть» всему проявляющемуся). Таким образом, невротики и психотики страдают от отсутствия спонтанности, жесткой заданности реагирования, ограниченности видения мира. Поэтому главным условием успешного лечения служит «позволение быть как есть» всему, что проявляется в жизни.
Особое значение Босс придает тому, что он называет «позволением пациенту вновь стать ребенком», чтобы затем, шаг за шагом, пройти путь к зрелости. Некоторые его пациенты начинали буквально с «нуля», с соски, кукол и т. п. Босс считает, что, позволив пациенту вернуться в раннее детство, психотерапевт высвобождает потенции, которые в своё время были задавлены жесткими семейными и социальными ограничениями. Поскольку многие его пациенты в детстве были лишены любви, доверия, безусловной уверенности в своей значимости для окружающих, то достижение этого базисного уровня в отношениях между психотерапевтом и пациентом представляет собой первый шаг психотерапии. В душе каждого невротика продолжает жить маленький ребенок, которому не давали проявить себя во всей спонтанности чувств.
Босс также указывает на важность «открытости миру», в том числе, телесной открытости 

#### Анализ сновидений в подходе Медарда Босса
Босс уделял большое внимание изучению сновидений. Но в отличие от психоаналитиков (Фрейд, Юнг) он предлагал не интерпретировать значение сновидений, а предлагал рассматривать их непосредственное собственное значение.

## Влияние на развитие психотерапии
Босс является основателем многих формальных объединений и организаций, созданных для развития психотерапии (в том числе не только экзистенциальной). Международной федерации медицинской психотерапии (ныне — Международная ассоциация психотерапии), Института медицинской психотерапии в Цюрихе, Дазайн-аналитического психотерапии и психосоматики.

## Интересные факты
В детстве Босс мечтал стать художником, однако, этой его мечте не суждено было осуществиться из-за противодействия отца, не принимавшего «безденежные» профессии.